# Grã-Bretanha nos Jogos Olímpicos de Verão de 1992
O Reino Unido participou dos Jogos Olímpicos de Verão de 1992 em Barcelona, Espanha. Os britânicos chegaram em 13º lugar.